# G-12 (fútbol brasileño)
En el fútbol brasileño, el concepto de G-12 (es decir, los Doce Grandes) se refiere a un grupo de 12 clubes considerados como los más populares y exitosos de Brasil al ganar todas las ediciones del Brasileirão, a excepción de seis, desde los inicios del torneo. Estos doce clubes son: Atlético Mineiro, Botafogo, Corinthians, Cruzeiro, Flamengo, Fluminense, Grêmio, Internacional, Palmeiras, Santos, São Paulo y Vasco da Gama. Son también los únicos equipos de Brasil en haber ganado al menos una vez la Copa Libertadores de América.

## Datos de los clubes
| Club             | Ciudad         | Estadio               | Capacidad | Año de fundación |
| ---------------- | -------------- | --------------------- | --------- | ---------------- |
| Atlético Mineiro | Belo Horizonte | Arena MRV             | 46.100    | 1908             |
| Botafogo         | Río de Janeiro | Estadio Nilton Santos | 46.831    | 1894/1904        |
| Corinthians      | São Paulo      | Arena Corinthians     | 47.605    | 1910             |
| Cruzeiro         | Belo Horizonte | Mineirão              | 61.846    | 1921             |
| Flamengo         | Río de Janeiro | Estadio Maracaná      | 74.738    | 1895/1911        |
| Fluminense       | Río de Janeiro | Estadio Maracaná      | 74.738    | 1902             |
| Grêmio           | Porto Alegre   | Arena do Grêmio       | 60.540    | 1903             |
| Internacional    | Porto Alegre   | Estadio Beira-Rio     | 50.128    | 1909             |
| Palmeiras        | São Paulo      | Allianz Parque        | 43.713    | 1914             |
| Santos           | Santos         | Estadio Vila Belmiro  | 17.923    | 1912             |
| São Paulo        | São Paulo      | Estadio Morumbi       | 72.039    | 1930             |
| Vasco da Gama    | Río de Janeiro | Estadio São Januário  | 21.880    | 1898/1915        |

## Popularidad
Los Doce Grandes son también los clubes más apoyados de Brasil y gozan de popularidad en todo el país. Incluso fuera de las fronteras estatales, no es difícil encontrar seguidores de tales, que a menudo superan incluso a los clubes locales.
| Club             | Seguidores    |
| ---------------- | ------------- |
| Flamengo         | 46,9 millones |
| Corinthians      | 30,4 millones |
| São Paulo        | 21,2 millones |
| Palmeiras        | 16,5 millones |
| Vasco da Gama    | 13,2 millones |
| Cruzeiro         | 13 millones   |
| Grêmio           | 9,8 millones  |
| Atlético Mineiro | 9,2 millones  |
| Internacional    | 7,5 millones  |
| Fluminense       | 7,2 millones  |
| Santos           | 6,6 millones  |
| Botafogo         | 4,2 millones  |

## Importancia
Su estatus como clubes importantes del fútbol brasileño se debe a sus actuaciones históricas en sus respectivas ligas estatales. Durante mucho tiempo no hubo torneos nacionales en Brasil (la primera edición del Brasileirão no se celebró hasta 1937 y luego oficialmente en 1959). La competencia entre equipos de diferentes estados era escasa, como fue el caso del Torneo Rio-São Paulo, celebrado de manera irregular entre 1933 y 1966 y luego de 1993 a 2002, el más notable de esta naturaleza; por lo tanto, estos clubes se ganaron por primera vez su distinguida reputación por ser dominantes dentro de las fronteras estatales.
- Campeonato Carioca
  - Flamengo es el club más ganador de este torneo, con 39 títulos, seguido de Fluminense (33), Vasco da Gama (24) y Botafogo (21).
- Campeonato Gaucho
  - Internacional de Porto Alegre es el club más ganador de este torneo, con 46 títulos, seguido del Grêmio (43 títulos).
- Campeonato Mineiro
  - Atlético Mineiro es el club más ganador de este torneo, con 50 títulos, seguido del Cruzeiro (38 títulos).
- Campeonato Paulista
  - Corinthians es el club más ganador de este torneo, con 30 títulos, seguido del Palmeiras (26), Santos y São Paulo (ambos con 22).

### A nivel nacional e internacional
Este éxito regional se tradujo en gloria nacional e internacional. Los clubes del G-12 dominaron el Brasileirão y la Copa de Brasil y tuvieron grandes actuaciones en la Copa Libertadores y el Mundial de Clubes (y otros torneos mundiales equivalentes).
- En el Brasileirao, los nombrados Doce Grandes suman 62 títulos entre sí; Palmeiras es el club más exitoso a nivel liguero (12 títulos en su historia), seguido del Santos con 8 campeonatos ganados; Corinthians y Flamengo están empatados con 7 títulos (más una copa unión para el Flamengo); São Paulo ha ganado en 6 ocasiones; Cruzeiro, Fluminense y Vasco da Gama cuentan con 4 trofeos cada uno; Internacional, Atlético Mineiro y Botafogo con 3 títulos; y Grêmio apenas ganó en 2 ocasiones.
- En el torneo de Copa, once de ellos suman 29 títulos. Cruzeiro es quien más veces ha ganado este torneo con 6 trofeos; le siguen Grêmio y Flamengo con 5 ediciones cada uno; Palmeiras con 4 títulos; Corinthians lo ha ganado en 3 ocasiones; Atlético Mineiro lleva 2 títulos; y después Fluminense, Internacional, Santos, Vasco da Gama y São Paulo con un título. Por su parte, Botafogo es el único club que aun no ha ganado la Copa de Brasil.

- Brasil ha tenido un total de 12 clubes campeones de Copa Libertadores que sumado dan 24 títulos; precisamente, todos forman parte del G-12. Los que mayor éxito internacional han cosechado son Flamengo, Palmeiras, Santos, Grêmio y São Paulo al contar con 3 copas cada uno. Cruzeiro e Internacional de Porto Alegre han ganado la Libertadores en dos ocasiones mientras que Vasco da Gama, Corinthians, Atlético Mineiro, Fluminense y Botafogo lo han ganado una vez.
- Brasil ha tenido un total de 6 clubes campeones del mundo, nuevamente, todos miembros del G-12, que dan un total de 10 títulos. Estos son São Paulo con 3 títulos (dos Copas Intercontinentales y un Mundial de Clubes), Santos (dos Copas Intercontinentales) y Corinthians con 2 títulos (dos Mundiales de Clubes); Flamengo, Grêmio e Internacional de Porto Alegre (los primeros dos ganando la Intercontinental y el último el Mundial de Clubes) con sólo un título.

## Controversias
La validez del concepto de los Doce Grandes es a menudo un tema de debate. A veces se presenta como una construcción rígida que excluye a los equipos que merecen un lugar en este grupo y en otras ocasiones se argumenta como una definición obsoleta que incluye clubes cuyo lugar ya no se merece.